# Campionato Rondoniense 2019
Il Campionato Rondoniense 2019 è stata la 29ª edizione della massima serie statale del campionato della Rondônia, disputata tra il 2 febbraio e il 27 aprile 2019.

## Squadre partecipanti
| Squadra          | Città          |
| ---------------- | -------------- |
| Barcelona-RO     | Vilhena        |
| Genus            | Porto Velho    |
| Guajará          | Guajará-Mirim  |
| Guaporé          | Rolim de Moura |
| Ji-Paraná        | Ji-Paraná      |
| Porto Velho      | Porto Velho    |
| Real Ariquemes   | Ariquemes      |
| Rondoniense      | Porto Velho    |
| União Cacoalense | Cacoal         |
| Vilhenense       | Vilhena        |

## Prima fase

### Gruppo A
|  | Pos. | Squadra        | Pt | G | V | N | P | GF | GS | DR  |
|  | ---- | -------------- | -- | - | - | - | - | -- | -- | --- |
|  | 1.   | Real Ariquemes | 20 | 8 | 6 | 2 | 0 | 21 | 10 | +11 |
|  | 2.   | Porto Velho    | 15 | 8 | 5 | 0 | 3 | 19 | 12 | +7  |
|  | 3.   | Genus          | 10 | 8 | 3 | 1 | 4 | 8  | 11 | -3  |
|  | 4.   | Rondoniense    | 7  | 8 | 1 | 4 | 3 | 9  | 14 | -5  |
|  | 5.   | Guajará        | 3  | 8 | 0 | 3 | 5 | 7  | 17 | -10 |

Legenda:

      Ammesse alla fase finale

### Gruppo B
|  | Pos. | Squadra          | Pt | G | V | N | P | GF | GS | DR  |
|  | ---- | ---------------- | -- | - | - | - | - | -- | -- | --- |
|  | 1.   | Vilhenense       | 19 | 8 | 6 | 1 | 1 | 15 | 7  | +8  |
|  | 2.   | Ji-Paraná        | 19 | 8 | 6 | 1 | 1 | 12 | 4  | +8  |
|  | 3.   | Guaporé          | 15 | 8 | 5 | 0 | 3 | 13 | 8  | +5  |
|  | 4.   | União Cacoalense | 4  | 8 | 1 | 1 | 6 | 8  | 16 | -8  |
|  | 5.   | Barcelona-RO     | 1  | 8 | 0 | 1 | 7 | 5  | 18 | -13 |

Legenda:

      Ammesse alla fase finale

## Fase finale
|  | Semifinali     | Semifinali     | Semifinali | Semifinali | Semifinali |  |  | Finale     | Finale     | Finale | Finale | Finale |  |
|  |                |                |            |            |            |  |  |            |            |        |        |        |  |
|  | Vilhenense     | Vilhenense     | 1          | 3          | 4          |  |  |            |            |        |        |        |  |
|  | Porto Velho    | Porto Velho    | 1          | 1          | 2          |  |  | Vilhenense | Vilhenense | 1      | 1      | 2      |  |
|  | Real Ariquemes | Real Ariquemes | 0          | 0          | 0          |  |  | Ji-Paraná  | Ji-Paraná  | 0      | 1      | 1      |  |
|  | Ji-Paraná      | Ji-Paraná      | 0          | 1          | 1          |  |  |            |            |        |        |        |  |